# Interpress
Interpress（インタープレス）は、Xerox PARCで開発されたページ記述言語で、プログラミング言語Forthとそれ以前のグラフィック言語JaMをベースにしている。PARCはInterpressを商業化することができなかった。この言語を作ったチャールズ・ゲシキとジョン・ワーノックの2人がゼロックスを離れてアドビシステムズを設立し、ポストスクリプトと呼ばれる同様の言語を作った。 Interpressは一部のXeroxプリンタで使用されており、Xerox Ventura Publisherでサポートされている。 また、Interpressは、リッチテキスト文書の編集可能なワープロ形式であるPARCのInterScriptシステムの出力形式としても使用されている。 